# La tigre è ancora viva: Sandokan alla riscossa! (album)
La tigre è ancora viva: Sandokan alla riscossa! è un album in studio del duo musicale italiano Guido e Maurizio De Angelis, pubblicato nel 2007 e contenente la colonna sonora del film La tigre è ancora viva: Sandokan alla riscossa! diretto da Sergio Sollima.

## Descrizione
Della colonna sonora del film La tigre è ancora viva: Sandokan alla riscossa! sono stati inizialmente pubblicati solamente due brani nel 45 giri Mompracem dalla RCA Original Cast.
Nel 2007 i master stereo della colonna sonora sono invece stati ritrovati e questa è stata pubblicata, a nome Guido e Maurizio De Angelis, in CD dalla Digitmusic, specializzata nel recuperare colonne sonore, soprattutto inedite. Nonostante un adeguato restauro digitale alcune imperfezioni (che già esistevano sulle fonti originali) sono purtroppo rimaste. Questa edizione è stata ristampata, sempre in CD, nel 2018.

### Tracce
1. Ritorno a Mompracem (Titoli) - 3:09
2. La tigre è ancora viva: Sandokan alla riscossa - 3:36
3. Ritorno a Mormpracem - 1:21
4. La tigre è ancora viva: Sandokan alla riscossa - 2:05
5. La tigre è ancora viva: Sandokan alla riscossa - 2:04
6. Ritorno a Mompracem - 1:41
7. La tigre è ancora viva: Sandokan alla riscossa - 1:18
8. La tigre è ancora viva: Sandokan alla riscossa - 1:25
9. La tigre è ancora viva: Sandokan alla riscossa - 3:11
10. La tigre è ancora viva: Sandokan alla riscossa - 2:04
11. Ritorno a Mompracem - 2:26
12. La tigre è ancora viva: Sandokan alla riscossa - 1:09
13. La tigre è ancora viva: Sandokan alla riscossa - 2:32
14. Ritorno a Mompracem - 1:54
15. La tigre è ancora viva: Sandokan alla riscossa - 2:55
16. Ritorno a Mompracem - 2:08
17. Sweet Lady Blue - 1:53
18. Ritorno a Mompracem - 2:47
19. Ritorno a Mompracem - 0:50
20. Ritorno a Mompracem (Finale) - 5:35
21. Mompracem (Vocal) - 4:23
22. Sandokan - 4:21
23. Mompracem (off vocal version) - 4:22